# Helene
Helene ist ein weiblicher Vorname.

## Herkunft und Bedeutung
Der Name Helene geht auf den altgriechischen Namen Ἑλένη Helénē zurück, dessen genaue Etymologie unbekannt ist. Vermutlich leitet er sich von der gleichlautenden griechischen Vokabel ἑλένη helénē „Fackel“ ab, was mit ἥλιος hēlios „Sonne“ verwandt ist. Vermutlich besteht auch eine Verbindung zu σελήνη selēnē „Mond“.

## Verbreitung
In Norwegen zählt der Name Helene seit 1963 mit Ausnahme des Jahres 2017 zu den 100 beliebtesten Mädchennamen. Besonders beliebt war der Name in den 1990er Jahren, wo er im Jahr 1995 mit Rang 6 die bislang höchste Platzierung erreichte. Im Jahr 2022 stand er auf Rang 77 der Hitliste.
Der Name Hélène zählte in Frankreich bis in die 1990er hinein zu den beliebtesten Mädchennamen. Nach 1993 (Rang 36) sank seine Popularität abrupt, sodass er im Jahr 1997 die Top-100 verließ. Im Jahr 2010 gehörte der Name erstmals nicht zu den 500 meistgewählten Mädchennamen. Zuletzt stand er auf Rang 424 der Hitliste (Stand 2022).
In Österreich ist der Name sehr geläufig und gehörte seit 2004 fast durchgängig zu den 100 beliebtesten Mädchennamen. Im Jahr 2022 belegte er Rang 91 der Hitliste.
Im ausgehenden 19. und beginnenden 20. Jahrhundert zählte Helene in Deutschland zu den beliebtesten Mädchennamen und erreichte als höchste Platzierung im Jahr 1897 in den Vornamenscharts Rang 7. Ab den 1920er Jahren sank seine Popularität, bis der Name schließlich außer Mode geriet. Seit den 2000er Jahren wird Helene wieder häufiger vergeben. Zwischen 2007 und 2014 gehörte er wieder zur Top-100 der Vornamenscharts. Im Jahr 2022 belegte er Rang 152 der Hitliste. Besonders beliebt ist der Name in den sogenannten neuen Bundesländern.

## Varianten
- Armenisch: Էլեն Elen
  - Diminutiv: Լենա Lena
- Belarusisch: Алена Alena
- Bulgarisch: Елена Elena
- Dänisch: Elin, Eline, Ellen, Helen, Helena
- Deutsch: Elena, Ellen, Helena
  - Diminutiv: Alena, Ella, Hella, Lena, Lene, Leni
- Englisch: Elaina, Elaine, Elena, Ellen, Helen, Helena, Hellen 
  - Diminutiv: Eli, Ella, Elna, Hella, Helle, Lena, Lene
  - Irisch: Léan
  - Walisisch: Elen, Elin
- Estnisch: Elena, Elina, Ellen, Helen, Helena, Jelena
  - Diminutiv: Heli, Helle, Leena
- Finnisch: Elena, Eliina, Elina, Ellen, Heleena, Helena
  - Diminutiv: Ella, Elli, Heli, Leena, Lena, Nelli
- Französisch: Hélène
  - Diminutiv: Léna, Nelly
- Georgisch: ელენე Elene
  - Diminutiv: ლენა Lena
- Griechisch: Ελένη Eleni, Έλενα Elena
  - Diminutiv: Λένα Lena
  - Altgriechisch: Ἑλένη Helénē
- Isländisch: Helena
- Italienisch: Elena, Ileana
  - Sardinisch: Elene
- Kroatisch: Helena, Jelena
  - Diminutiv: Ela, Jela, Jelica, Jelka
- Lettisch: Elēna, Elīna, Helēna, Jeļena
  - Diminutiv: Ina, Līna
- Litauisch: Elena, Jelena
- Mazedonisch: Елена Elena
- Niederländisch: Eline, Heleen, Helena
  - Diminutiv: Heleentje, Lena
- Norwegisch: Elin, Eline, Ellen, Helen, Helena
  - Diminutiv: Eli, Ella, Elna, Helle, Lena, Lene
- Polnisch: Helena
  - Diminutiv: Helenka, Lena
- Portugiesisch: Helena
  - Diminutiv: Lena
- Rumänisch: Elena, Ileana
  - Diminutiv: Ilinca, Lenuța
- Russisch: Елена Elena, Jelena
  - Diminutiv: Алёна Aljona, Лена Lena, Алёнка Aljonka, Нелли Nelli
- Schwedisch: Elin, Elina, Ellen, Helen, Helena
  - Diminutiv: Ella, Elna, Lena, Nellie, Nelly
- Serbisch: Јелена Jelena
  - Diminutiv: Ела Ela, Јела Jela, Јелица Jelica, Јелка Jelka
- Slowakisch: Elena, Helena
  - Diminutiv: Alena, Jela, Lenka
- Slowenisch: Helena, Jelena
  - Diminutiv: Alena, Alenka, Ela, Jelka
- Spanisch: Elena, Ileana
- Tschechisch: Elen, Elena, Helena
  - Diminutiv: Alena, Helenka, Lenka
- Ukrainisch: Олена Olena
  - Diminutiv: Альона Aljona, Лена Lena
- Ungarisch: Heléna, Ilona
  - Diminutiv: Ella, Léna, Ilonka, Ilka, Ili, Ilike

## Namenstage
- 3. Februar: nach Maria Helena Stollenwerk
- 26. April: nach Helene Leuther

## Bekannte Namensträgerinnen
- Hélène, Künstler- bzw. Rollenname von Hélène Rollès (* 1966), französische Schauspielerin und Sängerin
- Helene (Malerin) (4. Jahrhundert v. Chr.), Malerin der Antike
- Helene Abusdal (* 1978), norwegische Badmintonspielerin
- Helene Adams (1865–1943), deutsches Holocaust-Opfer
- Helene Adler (1849–1923), deutsche Schriftstellerin und Lehrerin
- Helene Aeckerle (1875–1940), deutsche Autorin und Übersetzerin
- Hélène Ahrweiler (* 1926), deutsche Byzantinistin
- Hélène d’Almeida-Topor (1932–2020), französische Historikerin
- Helene Anton (1859–1931), deutsche Schriftstellerin
- Helene Arnau (1870–1958), österreichische Malerin
- Helene Aronheim (1858–1943), deutsche Philanthropin und Holocaust-Opfer
- Helene Auer (* 1945), österreichische Politikerin (SPÖ)
- Helene Balmer (1924–2023), Schweizer Bildhauerin
- Helene Bauer (1871–1942), österreichische Sozialwissenschaftlerin und Journalistin
- Helene Bechstein (1876–1951), deutsche Hitler-Verehrerin
- Helene Beer (1895–1965?), deutsche Politikerin (LDP)
- Helene Behrendt (1894–1941?), deutsches Holocaust-Opfer
- Helene Benndorf (1897–1984), deutsche Bibliothekarin
- Helene Bensberg-Mauthner (1853–1940), deutsche Theaterschauspielerin
- Helene Berg (1885–1976), Ehefrau des Komponisten Alban Berg
- Helene Berg (1906–2006), deutsche Hochschullehrerin und Funktionärin (SED)
- Helene Bergsholm (* 1992), norwegische Schauspielerin
- Helene Berner (1904–1992), deutsche Widerstandskämpferin und Funktionärin (SED)
- Helene Bernhardt (1873–nach 1908), deutsche Schriftstellerin
- Hélène Berr (1921–1945), französische Zeitzeugin des Holocaust
- Helene Berthold (1855–1925), deutsche Schriftstellerin
- Helene Bettelheim (1857–1946), österreichische Schriftstellerin
- Hélène Binet (* 1959), Schweizer Fotografin
- Helene Blechinger (* 1989), österreichische Schauspielerin
- Helene Bockhorst (* 1987), deutsche Kabarettistin und Autorin
- Helene Böhlau (1856–1940), deutsche Schriftstellerin
- Helène Alina Bondy-Glassowa (1865–1935), polnische Malerin
- Helene Bonfort (1854–1940), deutsche Lehrerin und Frauenaktivistin
- Hélène Boschi (1917–1990), schweizerisch-französische Pianistin
- Hélène Boucher (1908–1934), französische Pilotin
- Helene Braun (1914–1986), deutsche Mathematikerin
- Helene Brehm (1862–1932), deutsche Lehrerin und Heimatdichterin
- Hélène Breschand (* 1966), französische Harfenistin und Komponistin
- Helene Bresslau (1879–1957), Schweizer Aktivistin und Frau Albert Schweitzers
- Hélène Brion (1882–1962), französische Pazifistin und Feministin
- Helene Butenschön (1874–1957), deutsche Schriftstellerin
- Hélène Campinchi (1898–1962), französische Juristin und Widerstandskämpferin
- Hélène Chanson (* 1959), französische Synchronsprecherin
- Helene Christaller (1872–1953), deutsche Schriftstellerin
- Helene Croner (1885–1943),  deutsche Geigerin
- Helene von Damm (* 1938), US-amerikanische Politikerin (Republikaner)
- Helene Demuth (1820–1890), Haushälterin von Karl Marx
- Helene Deutsch (1884–1982), österreichisch-US-amerikanische Psychoanalytikerin
- Helene Dietrich (* 1960), deutsche Fußballnationalspielerin
- Helene von Druskowitz (1856–1918), österreichische Philosophin
- Helene Fischer (* 1984), deutsche Schlagersängerin
- Helene Flöss (* 1954), österreichische Schriftstellerin
- Helene Funke (1869–1957), deutsche Malerin und Grafikerin
- Helene Glatzer (1902–1935), deutsche Widerstandskämpferin
- Helene Goldbaum (1883–nach 1939), österreichische Schriftstellerin
- Helene Hanff (1916–1997), US-amerikanische Schriftstellerin
- Helene Heymann (Richterin), Richterin am Obersten Gericht der DDR
- Helene Heymann (Widerstandskämpferin) (1910–1944), deutsche KPD-nahe Widerstandskämpferin im Nationalsozialismus
- Helene Holzman (1891–1968), deutsche Malerin
- Helene Hübener (1843–1918), deutsche Schriftstellerin
- Helene Elisabeth von Isenburg (1900–1974), gründete Hilfsorganisation für Kriegsgefangene und Internierte
- Helene Jacobs (1906–1993), deutsche Widerstandskämpferin
- Helene Jarmer (* 1971), österreichische Politikerin
- Helene Kafka (1894–1943), österreichische Widerstandskämpferin und NS-Opfer
- Helene Luise Köppel (* 1948), deutsche Schriftstellerin
- Helene Amalie Krupp (1732–1810), Mitbegründerin des Krupp-Imperiums
- Helene Kynast (* 1942), deutsche Kinderbuchautorin
- Helene Lange (1848–1930), deutsche Pädagogin und Frauenrechtlerin
- Helene von Lerber (1896–1963), Schweizer Schriftstellerin
- Helene Lieser (1898–1962), österreichische Staatswissenschaftlerin und Nationalökonomin
- Helene Lohmann (1784–1866), deutsche Unternehmerin
- Helene Madison (1913–1970), US-amerikanische Schwimmerin
- Helene Mardicke (* 1997), deutsche Schauspielerin
- Helene Mayer (1910–1953), deutsche Fechterin
- Helene Menne-Lindenberg (1919–1988), deutsche Malerin
- Helene Mira (* 1954), österreichische Schauspielerin
- Helene von Mülinen (1850–1924), Schweizer Frauenrechtlerin
- Helene Nickel (1848–1894), Stifterin eines Klosters
- Helene von Nostitz (1878–1944), deutsche Schriftstellerin
- Helene Olafsen (* 1990), norwegische Snowboarderin
- Helene Oldenburg (1868–1922), österreichische Afrikaforscherin, Autorin und Fotografin
- Helene Pagés (1863–1944), deutsche Schriftstellerin
- Helene Partik-Pablé (* 1939), österreichische Richterin
- Helene Roth (Künstlerin) (1887–1966), Schweizer Malerin und Graphikerin
- Helene Sansoni-Balla (1892–1982), deutsche Malerin
- Helene Schjerfbeck (1862–1946), finnische Malerin
- Helene Schwärzel (1902–nach 1992), deutsche Denunziantin
- Helene Sedlmayr (1813–1898), ihr Porträt gehört zu den bekanntesten der Schönheitengalerie König Ludwigs I.
- Helene Stöcker (1869–1943), deutsche Frauenrechtlerin
- Helene Thimig (1889–1974), österreichische Schauspielerin
- Helene Tursten (* 1954), schwedische Schriftstellerin
- Hélène Vacaresco (1864–1947), rumänisch-französische Schriftstellerin
- Helene Vetsera (1847–1925), griechisch-österreichische Adlige und Mutter der Mary von Vetsera
- Helene Weber (1881–1962), deutsche Politikerin
- Helene Weigel (1900–1971), Ehefrau von Bertolt Brecht
- Helene Wessel (1898–1969), deutsche Politikerin
- Hélène d’Anjou (1230–1314), serbische Königin
- Hélène Louise Françoise Henriette d’Orléans (1871–1951), Prinzessin von Orlèans, Prinzessin von Frankreich, Herzogin von Aosta
- Helene in Bayern (1834–1890), bayerische Prinzessin
- Helene von Österreich (1903–1924), Herzogin von Württemberg
- Helene von Weimar-Orlamünde, von 1435 bis 1465 Äbtissin des Klosters Hof

### Helen
- Helen Barnes (1895–1925), amerikanische Musical-Schauspielerin und Tänzerin
- Helen Dahm (1878–1968), Schweizer Malerin
- Helen Doan (1911–2024), kanadische Altersrekordlerin
- Helen Dunmore (1952–2017), britische Schriftstellerin
- Helen Escobedo (1934–2010), mexikanische Bildhauerin und Installationskünstlerin
- Helen Fouché Gaines (1888–1940), US-amerikanische Kryptologin
- Helen Greiner (* 1967), US-amerikanische Ingenieurin und Unternehmerin
- Helen Hunt (* 1963), US-amerikanische Schauspielerin
- Helen Jonas-Rosenzweig (1925–2018), Holocaust-Überlebende
- Helen Keller (1880–1968), taubblinde US-amerikanische Schriftstellerin
- Helen Levitt (1913–2009), US-amerikanische Fotografin und Filmemacherin
- Helen Langehanenberg (* 1982), deutsche Dressurreiterin
- Helen Lawrenson (1907–1982), US-amerikanische Redakteurin und Schriftstellerin
- Helen La Lime (* 1951), US-amerikanische Diplomatin
- Helen Lauff (* 1953), deutsche Malerin, Zeichnerin und Papierrelief-Künstlerin
- Helen Lee, britisch-französische Biologin
- Helen Mirren (* 1945), britische Schauspielerin
- Helen Neville (1946–2018), kanadische Neurowissenschaftlerin
- Helen Preece (1895–1990), britische Reiterin
- Helen Richardson (* 1939), indische Tänzerin und Schauspielerin, siehe Helen (Schauspielerin)
- Helen Schneider (* 1952), US-amerikanische Sängerin und Schauspielerin
- Helen Simpson (Universitätsdozentin) (1890–1960), neuseeländische Lehrerin, Universitätsdozentin und Schriftstellerin
- Helen Simpson (1897–1940), australische Schriftstellerin, siehe Helen de Guerry Simpson
- Helen Simpson (Schriftstellerin, 1959) (* 1959), britische Schriftstellerin
- Helen Sjöholm (* 1970), schwedische Sängerin
- Helen Slater (* 1963), US-amerikanische Schauspielerin und Singer-Songwriterin
- Helen Suzman (1917–2009), südafrikanische Politikerin
- Helen Thomas (1920–2013), US-amerikanische Journalistin
- Helen van Beurden (* 1991), niederländische Handballspielerin
- Helen Woigk (* 1995), deutsche Schauspielerin

## Kunst- und literarische Werke
- Helene, ein Märchen bei Ludwig Bechstein (1845), siehe Die wahre Braut
- Die fromme Helene, Bildergeschichte von Wilhelm Busch (1872)
- Helene, Roman von Emilie Tegtmeyer (1875)
- Helene, Name eines Gemäldes der Malerin Marianne von Werefkin (um 1909)